# Campeonato Europeo Femenino Sub-17 de la UEFA 2017-18
El Campeonato Europeo Femenino Sub-17 de la UEFA 2018 fue la undécima edición de este torneo organizado por la UEFA. Fue la quinta ocasión en que su final tuvo lugar fuera de Nyon, Suiza ya que en esta oportunidad se disputó en Lituania. El torneo también sirvió como clasificación UEFA para la Copa Mundial Femenina Sub-17 de la FIFA, del 13 de noviembre al 1 de diciembre de ese mismo año en Uruguay. Las tres plazas disponibles se adjudicaron a los dos finalistas y para el ganador de un play-off entre los dos combinados derrotados en semifinales.

## Ronda de Clasificación
Cuarenta y cuatro selecciones participarán en esta ronda. Habrá once grupos de cuatro países cada uno. Quienes ocupen el primer y segundo lugar de cada grupo, se clasificarán para jugar la Ronda Élite, junto a la mejor tercera (por sus resultados ante primera y segunda de su grupo).
Clasificada directamente para la Ronda Élite: Alemania por ser la con mejor coeficiente
Clasificada directamente para la fase final: Lituania (anfitriona)
El sorteo se realizó el 11 de noviembre de 2016 en Nyon, Suiza.

### Grupo 1
País anfitrión: Polonia
| Equipo      | Pts | PJ | PG | PE | PP | GF | GC | Dif |
| ----------- | --- | -- | -- | -- | -- | -- | -- | --- |
| Polonia     | 9   | 3  | 3  | 0  | 0  | 10 | 2  | 8   |
| Suiza       | 6   | 3  | 2  | 0  | 1  | 10 | 2  | 8   |
| Ucrania     | 3   | 3  | 1  | 0  | 3  | 7  | 9  | -2  |
| Islas Feroe | 0   | 3  | 0  | 0  | 3  | 1  | 15 | -14 |

| 10 de octubre de 2017 | Suiza                                                 | 4:0 (1:0) | Islas Feroe | Olympic Municipal Stadium, Inowrocław, Polonia |                                 |
|                       | A. Kerr 35', 80+4' · F. Sturgess 46' · C.Messerli 55' | Reporte   |             | Árbitro(s): Solen Dallongeville                | Árbitro(s): Solen Dallongeville |

| 10 de octubre de 2017 | Ucrania       | 1:3 (1:2) | Polonia                                             | Olympic Municipal Stadium, Inowrocław, Polonia |                                |
|                       | O. Bilokur 4' | Reporte   | K.Kozak 1' · R. Lukach 40' (a.g.) · P. Oleksiak 60' | Árbitro(s): Araksya Saribekyan                 | Árbitro(s): Araksya Saribekyan |

| 13 de octubre de 2017 | Suiza                                                                   | 5:0 (4:0) | Ucrania | CSiRT Tuchola Stadium, Tuchola, Polonia |                            |
|                       | Ch. Messerli 2' (pen.), 10', 17' · F. Sturgess 27' · A. Kerr 45' (pen.) | Reporte   |         | Árbitro(s): Karoline Wacke              | Árbitro(s): Karoline Wacke |

| 13 de octubre de 2017 | Polonia                                                                                 | 5:0 (3:0) | Islas Feroe | Urban, Szubin, Polonia         |                                |
|                       | Z. Buszewska 9' · P. Tomasiak 20' · P. Filipczak 39' · A. Achcińska 57' · A. Glinka 69' | Reporte   |             | Árbitro(s): Araksya Saribekyan | Árbitro(s): Araksya Saribekyan |

| 16 de octubre de 2017 | Polonia                            | 2:1 (1:1) | Suiza                   | CSiRT Tuchola Stadium, Tuchola, Polonia |                             |
|                       | P. Filipczak 2' · A. Achcińska 63' | Reporte   | A. Achcińska 16' (a.g.) | Árbitro(s): Karoline Wacker             | Árbitro(s): Karoline Wacker |

| 16 de octubre de 2017 | Islas Feroe       | 1:6 (1:0) | Ucrania                                                                     | Urban, Szubin, Polonia          |                                 |
|                       | Tórolvsdóttir 26' | Reporte   | O. Bilokur 46', 49' · A. Godunko 53' · I. Kotiash 59', 61' · P. Yanchuk 76' | Árbitro(s): Solen Dallongeville | Árbitro(s): Solen Dallongeville |

### Grupo 2
País anfitrión: Letonia
| Equipo     | Pts | PJ | PG | PE | PP | GF | GC | Dif |
| ---------- | --- | -- | -- | -- | -- | -- | -- | --- |
| Inglaterra | 9   | 3  | 3  | 0  | 0  | 19 | 0  | 19  |
| Escocia    | 6   | 3  | 2  | 0  | 1  | 5  | 3  | 2   |
| Eslovaquia | 3   | 3  | 1  | 0  | 2  | 5  | 7  | -2  |
| Letonia    | 0   | 3  | 0  | 0  | 3  | 0  | 19 | -19 |

| 14 de octubre de 2017 | Eslovaquia | 0:1 (0:1) | Escocia        | Rīgas Hanzas Vidusskola, Riga, Letonia |                          |
|                       |            | Reporte   | L. Fleming 29' | Árbitro(s): Merima Čelik               | Árbitro(s): Merima Čelik |

| 14 de octubre de 2017 | Inglaterra                                                                                             | 10:0 (6:0) | Letonia | Rīgas Hanzas Vidusskola, Riga, Letonia |                            |
|                       | L. James 1', 15', 25', 53' · J. Park 23', 54', 78' · E. Salmon 33' · H. Griffin 36' · A. Blanchard 59' | Reporte    |         | Árbitro(s): Kateryna Usova             | Árbitro(s): Kateryna Usova |

| 17 de octubre de 2017 | Escocia                                                            | 4:0 (3:0) | Letonia | Rīgas Hanzas Vidusskola, Riga, Letonia |                          |
|                       | E. Santoyo Brown 8', 27' · M. Cross 40+2' · S. Mitchell 74' (pen.) | Reporte   |         | Árbitro(s): Merima Čelik               | Árbitro(s): Merima Čelik |

| 17 de octubre de 2017 | Inglaterra                                                                           | 6:0 (2:0) | Eslovaquia | Rīgas Hanzas Vidusskola, Riga, Letonia |                                  |
|                       | H. Griffin 5' · E. Salmon 36', 51' · S. Jhamat 50' (pen.) · L. James 59' (pen.), 79' | Reporte   |            | Árbitro(s): Alexandra Ponomareva       | Árbitro(s): Alexandra Ponomareva |

| 20 de octubre de 2017 | Escocia | 0:3 (0:1) | Inglaterra                          | Ogres pilsētas stadions, Ogres, Letonia |                                  |
|                       |         | Reporte   | A. Blanchard 31' · J. Park 59', 74' | Árbitro(s): Alexandra Ponomareva        | Árbitro(s): Alexandra Ponomareva |

| 20 de octubre de 2017 | Letonia | 0:5 (0:2) | Eslovaquia                                                                                 | Rīgas Hanzas Vidusskola, Riga, Letonia |                            |
|                       |         | Reporte   | A. Tejová 20', 74' · S. Semanová 28' · R. Gaugere 51' (a.g.) · P. Gašparovičová 56' (pen.) | Árbitro(s): Kateryna Usova             | Árbitro(s): Kateryna Usova |

### Grupo 3
País anfitrión: Azerbaiyán
| Equipo     | Pts | PJ | PG | PE | PP | GF | GC | Dif |
| ---------- | --- | -- | -- | -- | -- | -- | -- | --- |
| España     | 9   | 3  | 3  | 0  | 0  | 27 | 1  | 26  |
| Islandia   | 6   | 3  | 2  | 0  | 1  | 8  | 2  | 6   |
| Azerbaiyán | 1   | 3  | 0  | 1  | 2  | 1  | 6  | -5  |
| Montenegro | 1   | 3  | 0  | 1  | 2  | 1  | 28 | -27 |

| 2 de octubre de 2017 | España | 22:0 (9:0) | Montenegro | Olímpico, Bakú, Azerbaiyán |                           |
|                      | A.Marin Martin 11', 26' · Okoye Robles 18', 47' · C. Pina 19', 28', 31', 44', 49', 50', 80+3' · E. Navarro 40', 40+3', 57', 72' · M. Vukanić 54' (a.g.) · V. Costa 59', 64', 76' · López Ruiz 66', 80' · Arana Montes 67' | Reporte    |            | Árbitro(s): Lucie Šulcová  | Árbitro(s): Lucie Šulcová |

| 2 de octubre de 2017 | Azerbaiyán | 0:2 (0:1) | Islandia                                      | Olímpico, Bakú, Azerbaiyán   |                              |
|                      |            | Reporte   | H. Hálfdánardóttir 9' · C. Sigurðardóttir 46' | Árbitro(s): Hristiana Guteva | Árbitro(s): Hristiana Guteva |

| 5 de octubre de 2017 | Islandia                                                                                            | 5:0 (1:0) | Montenegro | Dalga Arena, Bakú, Azerbaiyán |                              |
|                      | K. Jack 19' · Hákonardóttir 43' · D. Ramčilović 46' (a.g.) · Jónsdóttir 59' · C. Sigurðardóttir 63' | Reporte   |            | Árbitro(s): Hristiana Guteva  | Árbitro(s): Hristiana Guteva |

| 5 de octubre de 2017 | España                                       | 3:0 (2:0) | Azerbaiyán | Dalga Arena, Bakú, Azerbaiyán |                             |
|                      | C. Pina 14', 80+4' (pen.) · Marin Martin 20' | Reporte   |            | Árbitro(s): Liliya Hasanova   | Árbitro(s): Liliya Hasanova |

| 8 de octubre de 2017 | Islandia            | 1:2 (1:1) | España           | Olímpico, Bakú, Azerbaiyán  |                             |
|                      | Vilhjálmsdóttir 32' | Reporte   | C. Pina 13', 50' | Árbitro(s): Liliya Hasanova | Árbitro(s): Liliya Hasanova |

| 8 de octubre de 2017 | Montenegro | 1:1 (1:1) | Azerbaiyán         | Dalga Arena, Bakú, Azerbaiyán |                           |
|                      | Đ. Nađa 5' | Reporte   | N. Mirzaliyeva 21' | Árbitro(s): Lucie Šulcová     | Árbitro(s): Lucie Šulcová |

### Grupo 4
País anfitrión: Bosnia y Herzegovina
| Equipo               | Pts | PJ | PG | PE | PP | GF | GC | Dif |
| -------------------- | --- | -- | -- | -- | -- | -- | -- | --- |
| Irlanda              | 9   | 3  | 3  | 0  | 0  | 5  | 0  | 5   |
| Bosnia y Herzegovina | 6   | 3  | 3  | 0  | 1  | 2  | 1  | 1   |
| Rumania              | 1   | 3  | 0  | 1  | 2  | 1  | 4  | -3  |
| Grecia               | 1   | 3  | 0  | 1  | 2  | 1  | 4  | -3  |

| 24 de septiembre de 2017, 11:00 | Rumania     | 1:1 (1:0) | Grecia            | FF BH Football Training Centre, Zenica, Bosnia y Herzegovina |                          |
|                                 | C. Marcu 5' | Reporte   | D. Proxenou 80+4' | Árbitro(s): Reelika Turi                                     | Árbitro(s): Reelika Turi |

| 24 de septiembre de 2017, 16:00 | República de Irlanda | 1:0 (0:0) | Bosnia y Herzegovina | FF BH Football Training Centre, Zenica, Bosnia y Herzegovina |                                    |
|                                 | M. Mackey 77'        | Reporte   |                      | Árbitro(s): Katarzyna Lisiecka-sek                           | Árbitro(s): Katarzyna Lisiecka-sek |

| 27 de septiembre de 2017, 11:00 | República de Irlanda                     | 2:0 (1:0) | Rumania | FF BH Football Training Centre, Zenica, Bosnia y Herzegovina |                                   |
|                                 | T. Toland 40+2' · I. Atkinson 78' (pen.) | Reporte   |         | Árbitro(s): Tinna Høj Christensen                            | Árbitro(s): Tinna Høj Christensen |

| 27 de septiembre de 2017, 16:00 | Grecia | 0:1 (0:1) | Bosnia y Herzegovina | FF BH Football Training Centre, Zenica, Bosnia y Herzegovina |                          |
|                                 |        | Reporte   | A. Gavrić 31'        | Árbitro(s): Reelika Turi                                     | Árbitro(s): Reelika Turi |

| 30 de septiembre de 2017, 16:00 | Grecia | 0:2 (0:1) | República de Irlanda             | Mladost Stadium, Kakanj, Bosnia y Herzegovina |                                   |
|                                 |        | Reporte   | C. Fowler 21' · L. Masterson 75' | Árbitro(s): Tinna Høj Christensen             | Árbitro(s): Tinna Høj Christensen |

| 30 de septiembre de 2017, 16:00 | Bosnia y Herzegovina | 1:0 (1:0) | Rumania | FF BH Football Training Centre, Zenica, Bosnia y Herzegovina |                                    |
|                                 | S. Krajšumović 24'   | Reporte   |         | Árbitro(s): Katarzyna Lisiecka-sek                           | Árbitro(s): Katarzyna Lisiecka-sek |

### Grupo 5
País anfitrión: Dinamarca
| Equipo     | Pts | PJ | PG | PE | PP | GF | GC | Dif |
| ---------- | --- | -- | -- | -- | -- | -- | -- | --- |
| Francia    | 7   | 3  | 2  | 1  | 0  | 16 | 0  | 16  |
| Dinamarca  | 7   | 3  | 2  | 1  | 0  | 8  | 0  | 8   |
| Gales      | 3   | 3  | 1  | 0  | 2  | 8  | 6  | 2   |
| Kazajistán | 0   | 3  | 0  | 0  | 3  | 0  | 26 | -26 |

| 24 de septiembre de 2017, 15:00 | Gales | 0:2 (0:1) | Dinamarca                        | Mosevej Stadion, Kolding, Dinamarca |                            |
|                                 |       | Reporte   | Møller Holdt 22' · E. Snerle 51' | Árbitro(s): Marina Višnjić          | Árbitro(s): Marina Višnjić |

| 24 de septiembre de 2017, 18:00 | Francia | 12:0 (9:0) | Kazajistán | Kolding, Kolding, Dinamarca |                            |
|                                 | S. Zahot 3' · M. Roth 7', 18', 27', 52' · M. Craff 8', 62' · K. Bussy 16', 26' · J. Dufour 22' · C. Moreira 26' · Ch. Zubieta 73' | Reporte    |            | Árbitro(s): Shona Shukrula  | Árbitro(s): Shona Shukrula |

| 27 de septiembre de 2017, 15:00 | Francia                                        | 4:0 (3:0) | Gales | Mosevej Stadion, Kolding, Dinamarca |                            |
|                                 | Le Mouël 15' · M. Roth 18', 35' · M. Craff 69' | Reporte   |       | Árbitro(s): Marina Višnjić          | Árbitro(s): Marina Višnjić |

| 27 de septiembre de 2017, 18:00 | Dinamarca                                                     | 6:0 (1:0) | Kazajistán | Kolding, Kolding, Dinamarca      |                                  |
|                                 | E. Snerle 20' · Lykke 41', 48', 51', 57' · C. Christensen 62' | Reporte   |            | Árbitro(s): Andromachi Tsiofliki | Árbitro(s): Andromachi Tsiofliki |

| 30 de septiembre de 2017, 15:00 | Dinamarca | 0:0     | Francia | Kolding, Kolding, Dinamarca |                            |
|                                 |           | Reporte |         | Árbitro(s): Marina Višnjić  | Árbitro(s): Marina Višnjić |

| 30 de septiembre de 2017, 15:00 | Kazajistán | 0:8 (0:3) | Gales                                                                                 | Mosevej Stadion, Kolding, Dinamarca |                            |
|                                 |            | Reporte   | T. Sibanda 6', 62' · E. Hughes 37', 43', 49' · E. Jones 39', 78' · A. Vine 52' (pen.) | Árbitro(s): Shona Shukrula          | Árbitro(s): Shona Shukrula |

### Grupo 6
País anfitrión: Suecia
| Equipo  | Pts | PJ | PG | PE | PP | GF | GC | Dif |
| ------- | --- | -- | -- | -- | -- | -- | -- | --- |
| Suecia  | 9   | 3  | 3  | 0  | 0  | 19 | 0  | 19  |
| Rusia   | 6   | 3  | 2  | 0  | 1  | 3  | 7  | -4  |
| Israel  | 3   | 3  | 1  | 0  | 2  | 2  | 3  | -1  |
| Croacia | 0   | 3  | 0  | 0  | 3  | 1  | 15 | -14 |

| 16 de octubre de 2017 | Suecia      | 1:0 (1:0) | Israel | Rimnersvallen, Uddevalla, Suecia |                                  |
|                       | K. Lang 19' | Reporte   |        | Árbitro(s): Andromachi Tsiofliki | Árbitro(s): Andromachi Tsiofliki |

| 16 de octubre de 2017 | Croacia | 0:2 (0:1) | Rusia                                | Skarsjövallen, Ljungskile, Suecia |                             |
|                       |         | Reporte   | A. Kulakova 36' · K. Komissarova 68' | Árbitro(s): Valentina Finzi       | Árbitro(s): Valentina Finzi |

| 19 de octubre de 2017 | Suecia | 11:0 (6:0) | Croacia | Skarsjövallen, Ljungskile, Suecia |                           |
|                       | B. Olsson 4', 28' · E. Paulsson 17' (pen.), 59', 64' · K. Lang 20' · L. Vidlund 29', 40', 79' · J. Walentowicz 48' · E. Sjögren 76' | Reporte    |         | Árbitro(s): Rebecca Welch         | Árbitro(s): Rebecca Welch |

| 19 de octubre de 2017 | Rusia               | 1:0 (0:0) | Israel | Rimnersvallen, Uddevalla, Suecia |                             |
|                       | D. Solonovich 80+2' | Reporte   |        | Árbitro(s): Valentina Finzi      | Árbitro(s): Valentina Finzi |

| 22 de octubre de 2017 | Rusia | 0:7 (0:5) | Suecia                                                                                                  | Rimnersvallen, Uddevalla, Suecia |                           |
|                       |       | Reporte   | J. Lindell 1' · L. Klingwall 21' (pen.) · Lilja Vidlund 23' · B. Olsson 29', 30', 48' · T. Lindwall 76' | Árbitro(s): Rebecca Welch        | Árbitro(s): Rebecca Welch |

| 22 de octubre de 2017 | Israel                         | 2:1 (1:1) | Croacia      | Skarsjövallen, Ljungskile, Suecia |                                  |
|                       | Al Ramhe 19' · Nelson-Levy 69' | Reporte   | L. Lucić 16' | Árbitro(s): Andromachi Tsiofliki  | Árbitro(s): Andromachi Tsiofliki |

### Grupo 7
País anfitrión: Estonia
| Equipo          | Pts | PJ | PG | PE | PP | GF | GC | Dif |
| --------------- | --- | -- | -- | -- | -- | -- | -- | --- |
| Países Bajos    | 9   | 3  | 3  | 0  | 0  | 15 | 0  | 15  |
| República Checa | 6   | 3  | 2  | 0  | 1  | 10 | 4  | 6   |
| Turquía         | 3   | 3  | 1  | 0  | 2  | 5  | 5  | 0   |
| Estonia         | 0   | 3  | 0  | 0  | 3  | 0  | 21 | -21 |

| 1 de octubre de 2017 | Turquía | 0:3 (0:1) | Holanda                                                   | Estadio Kadriorg, Tallin, Estonia |                          |
|                      |         | Reporte   | R. Leuchter 25' · I. Van Eester 59' · N. Tromp 76' (pen.) | Árbitro(s): Sandra Strub          | Árbitro(s): Sandra Strub |

| 1 de octubre de 2017 | República Checa                                                                                             | 8:0 (2:0) | Estonia | Lilleküla Stadium, Tallin, Estonia |                             |
|                      | K. Cvrčková 5', 72' · A. Šubrtová 6', 45' · K. Marcinková 50', 63' · T. Ličmanová 70' · A. Pochmanová 80+2' | Reporte   |         | Árbitro(s): asa Imanalijeva        | Árbitro(s): asa Imanalijeva |

| 4 de octubre de 2017 | República Checa                     | 2:1 (1:0) | Turquía       | Estadio Kadriorg, Tallin, Estonia |                              |
|                      | K. Marcinková 35' · K. Cvrčková 49' | Reporte   | M. Öztürk 55' | Árbitro(s): Irina Turovskaya      | Árbitro(s): Irina Turovskaya |

| 4 de octubre de 2017 | Holanda | 9:0 (5:0) | Estonia | Lilleküla Stadium, Tallin, Estonia |                              |
|                      | J. Ravensbergen 4', 39', 42' · K. Van De Westeringh 15' · R. Leuchter 34', 45' · N. Rudy Tromp 66', 71', 76' | Reporte   |         | Árbitro(s): Rasa Imanalijeva       | Árbitro(s): Rasa Imanalijeva |

| 7 de octubre de 2017 | Holanda                                  | 3:0 (1:0) | República Checa | Estadio Kadriorg, Tallin, Estonia |                              |
|                      | R. Leuchter 38', 59' · N. Rudy Tromp 41' | Reporte   |                 | Árbitro(s): Irina Turovskaya      | Árbitro(s): Irina Turovskaya |

| 7 de octubre de 2017 | Estonia | 0:4 (0:1) | Turquía                                                            | Lilleküla Stadium, Tallin, Estonia |                          |
|                      |         | Reporte   | D. Yeşim Taşkin 7' · B. Altintaş 65', 80+3' · E. Keskin 66' (pen.) | Árbitro(s): Sandra Strub           | Árbitro(s): Sandra Strub |

### Grupo 8
País anfitrión: Hungría
| Equipo   | Pts | PJ | PG | PE | PP | GF | GC | Dif |
| -------- | --- | -- | -- | -- | -- | -- | -- | --- |
| Hungría  | 9   | 3  | 3  | 0  | 0  | 9  | 0  | 9   |
| Noruega  | 6   | 3  | 2  | 0  | 1  | 14 | 1  | 13  |
| Bulgaria | 3   | 3  | 1  | 0  | 2  | 1  | 10 | -9  |
| Moldavia | 0   | 3  | 0  | 0  | 3  | 0  | 13 | -13 |

| 22 de septiembre de 2017 | Noruega                                                                                          | 9:0 (4:0) | Moldavia | Gyirmóti Stadion, Győr, Hungría |                            |
|                          | A. Østrem 3', 20', 60' · E. Terland 13', 40+2', 50' · M. Østenstad 62' · M. Rostad Huse 63', 79' | Reporte   |          | Árbitro(s): Kateryna Usova      | Árbitro(s): Kateryna Usova |

| 22 de septiembre de 2017 | Bulgaria | 0:5 (0:4) | Hungría                                                            | Bük, Bük, Hungría              |                                |
|                          |          | Reporte   | N. Szélpál 3', 15' · V. Nagy 12' · S. Pusztai 18' · D. Czellér 45' | Árbitro(s): Irena Velevačkoska | Árbitro(s): Irena Velevačkoska |

| 25 de septiembre de 2017 | Noruega                                                                 | 5:0 (2:0) | Bulgaria | Gyirmóti Stadion, Győr, Hungría |                              |
|                          | E. Bragstad 32', 42' · A. Østrem 40+2' · E. Hegg 53' · S. K. Fornes 61' | Reporte   |          | Árbitro(s): Yuliya Larionova    | Árbitro(s): Yuliya Larionova |

| 25 de septiembre de 2017 | Hungría                                        | 3:0 (1:0) | Moldavia | Bük, Bük, Hungría              |                                |
|                          | N. Szélpál 33' · V. Pintye 49' · B. Stefán 59' | Reporte   |          | Árbitro(s): Irena Velevačkoska | Árbitro(s): Irena Velevačkoska |

| 28 de septiembre de 2017 | Hungría      | 1:0 (1:0) | Noruega | Bük, Bük, Hungría            |                              |
|                          | B. Fördős 7' | Reporte   |         | Árbitro(s): Yuliya Larionova | Árbitro(s): Yuliya Larionova |

| 28 de septiembre de 2017 | Moldavia | 0:1 (0:0) | Bulgaria           | Gyirmóti Stadion, Győr, Hungría |                            |
|                          |          | Reporte   | G. Naydenova 80+2' | Árbitro(s): Kateryna Usova      | Árbitro(s): Kateryna Usova |

### Grupo 9
País anfitrión: Serbia
| Equipo              | Pts | PJ | PG | PE | PP | GF | GC | Dif |
| ------------------- | --- | -- | -- | -- | -- | -- | -- | --- |
| Serbia              | 7   | 3  | 2  | 1  | 0  | 13 | 2  | 11  |
| Bélgica             | 7   | 3  | 2  | 1  | 0  | 12 | 1  | 10  |
| Bielorrusia         | 3   | 3  | 1  | 0  | 2  | 7  | 10 | -3  |
| Macedonia del Norte | 0   | 3  | 0  | 0  | 3  | 1  | 19 | -18 |

| 23 de septiembre de 2017 | Bélgica                              | 3:0 (2:0) | Macedonia | Stadion FK Žarkovo, Belgrado, Serbia       |                                            |
|                          | T. De Groote 7' · K. Knapen 30', 45' | Reporte   |           | Árbitro(s): María Dolores Martinez Madrona | Árbitro(s): María Dolores Martinez Madrona |

| 23 de septiembre de 2017 | Bielorrusia | 0:2 (0:2) | Serbia                    | Sports Center of FA of Serbia, Stara Pazova, Serbia |                                |
|                          |             | Reporte   | A. Barjaktarović 23', 25' | Árbitro(s): Neslihan Muratdagi                      | Árbitro(s): Neslihan Muratdagi |

| 26 de septiembre de 2017 | Bélgica                                                                                                  | 7:0 (5:0) | Bielorrusia | Stadion FK Žarkovo, Belgrado, Serbia |                           |
|                          | J. Teulings 6' · K. Knapen 16', 20' · E. Buabadi 22' · T. De Groote 28' · V. Schuilen 48' · R. Camps 69' | Reporte   |             | Árbitro(s): Frida Nielsen            | Árbitro(s): Frida Nielsen |

| 26 de septiembre de 2017 | Serbia | 9:0 (4:0) | Macedonia | Gradski "Zemum", Belgrado, Serbia |                                |
|                          | A. Barjaktarović 11' · M. Bulatović 15' · I. Nikolova 29' (a.g.) · Ž. Stupar 40' · E. Petrović 46', 49', 80+2' (pen.) · M. Radić 72' · A. Krstić 77' | Reporte   |           | Árbitro(s): Neslihan Muratdagi    | Árbitro(s): Neslihan Muratdagi |

| 29 de septiembre de 2017 | Serbia                                 | 2:2 (1:0) | Bélgica              | Stadion FK Žarkovo, Belgrado, Serbia |                           |
|                          | E. Petrović 36' (pen.) · A. Krstić 43' | Reporte   | M. De Bondt 50', 69' | Árbitro(s): Frida Nielsen            | Árbitro(s): Frida Nielsen |

| 29 de septiembre de 2017 | Macedonia      | 1:7 (0:1) | Bielorrusia                                                                              | Sports Center of FA of Serbia, Stara Pazova, Serbia |                                            |
|                          | S. Velkova 60' | Reporte   | A. Zheleznikova 14', 77' · K. Tikhvodova 55', 65' (pen.), 71', 80+2' · K. Stankevich 76' | Árbitro(s): María Dolores Martinez Madrona          | Árbitro(s): María Dolores Martinez Madrona |

### Grupo 10
País anfitrión: Portugal
| Equipo            | Pts | PJ | PG | PE | PP | GF | GC | Dif |
| ----------------- | --- | -- | -- | -- | -- | -- | -- | --- |
| Austria           | 9   | 3  | 3  | 0  | 0  | 24 | 1  | 23  |
| Portugal          | 6   | 3  | 2  | 0  | 1  | 14 | 3  | 11  |
| Irlanda del Norte | 3   | 3  | 1  | 0  | 2  | 3  | 11 | -8  |
| Georgia           | 0   | 3  | 0  | 0  | 3  | 0  | 26 | -26 |

| 25 de septiembre de 2017 | Austria | 13:0 (7:0) | Georgia | Centro de Treino, Luso, Portugal |                          |
|                          | L. Kolb 8', 51' · C. Degen 17', 26', 33', 36', 70' · C. Wenger 29' · M. Plattner 38', 56' (pen.), 61' · M. T. Höbinger 49' · J. Frieser 78' | Reporte    |         | Árbitro(s): Sabina Bolić         | Árbitro(s): Sabina Bolić |

| 25 de septiembre de 2017 | Irlanda del Norte | 1:2 (0:1) | Portugal              | Complexo Desportivo da Tocha, Tocha, Portugal |                                |
|                          | L. Mcevoy 46'     | Reporte   | T. Encarnação 2', 54' | Árbitro(s): Iuliana Demetrescu                | Árbitro(s): Iuliana Demetrescu |

| 28 de septiembre de 2017 | Austria | 9:0 (2:0) | Irlanda del Norte | Centro de Treino, Luso, Portugal |                            |
|                          | C. Degen 10' · L. Mittermair 35', 46', 58' · J. Frieser 45', 54' · J. Kofler 51' (pen.) · M. Plattner 55' · A. Schasching 79' | Reporte   |                   | Árbitro(s): Irina Lyussina       | Árbitro(s): Irina Lyussina |

| 28 de septiembre de 2017 | Portugal | 11:0 (4:0) | Georgia | Complexo Desportivo da Tocha, Tocha, Portugal |                                |
|                          | T. Encarnação 4', 5', 23' · I. Teles 14' · D. Santos 51', 80+2' · L. Marques 59' · S. Costa 63', 65', 71' · M. Dias 67' | Reporte    |         | Árbitro(s): Iuliana Demetrescu                | Árbitro(s): Iuliana Demetrescu |

| 1 de octubre de 2017 | Portugal            | 1:2 (1:1) | Austria                         | Municipal Carlos Duarte, Pampilhosa, Portugal |                            |
|                      | T. Encarnação 40+1' | Reporte   | L. Mittermair 35' · L. Kolb 55' | Árbitro(s): Irina Lyussina                    | Árbitro(s): Irina Lyussina |

| 1 de octubre de 2017 | Georgia | 0:2 (0:1) | Irlanda del Norte | Municipal Sergio Conceicao, Coímbra, Portugal |                          |
|                      |         | Reporte   | M. Bell 30', 49'  | Árbitro(s): Sabina Bolić                      | Árbitro(s): Sabina Bolić |

### Grupo 11
País anfitrión: Eslovenia
| Equipo    | Pts | PJ | PG | PE | PP | GF | GC | Dif |
| --------- | --- | -- | -- | -- | -- | -- | -- | --- |
| Finlandia | 5   | 3  | 1  | 2  | 0  | 9  | 2  | 7   |
| Eslovenia | 5   | 3  | 1  | 2  | 0  | 3  | 1  | 2   |
| Italia    | 5   | 3  | 1  | 2  | 0  | 4  | 3  | 1   |
| Malta     | 0   | 3  | 0  | 0  | 3  | 2  | 12 | -10 |

| 23 de octubre de 2017 | Italia            | 2:1 (2:1) | Malta        | NNC Brdo, Kranj, Eslovenia |                            |
|                       | S. Landa 32', 39' | Reporte   | C. Grech 22' | Árbitro(s): Meitar Shemesh | Árbitro(s): Meitar Shemesh |

| 23 de octubre de 2017 | Eslovenia | 0:0     | Finlandia | NNC Brdo, Kranj, Eslovenia   |                              |
|                       |           | Reporte |           | Árbitro(s): Kristina Kozoroh | Árbitro(s): Kristina Kozoroh |

| 26 de octubre de 2017 | Italia          | 1:1 (1:1) | Eslovenia             | NNC Brdo, Kranj, Eslovenia |                           |
|                       | M. Tomaselli 1' | Reporte   | K. Korošec 13' (pen.) | Árbitro(s): Lucie Šulcová  | Árbitro(s): Lucie Šulcová |

| 26 de octubre de 2017 | Finlandia | 8:1 (3:0) | Malta           | NNC Brdo, Kranj, Eslovenia   |                              |
|                       | A. Huhta 15' · K. Kosola 18' · A. Vuorinen 37', 51' · N. Sciberras 48' (a.g.) · M. Mäkinen 72' · D. Leskinen 74' · K. Juvonen 80+2' | Reporte   | M. Farrugia 54' | Árbitro(s): Kristina Kozoroh | Árbitro(s): Kristina Kozoroh |

| 29 de octubre de 2017 | Finlandia     | 1:1 (1:0) | Italia          | Stanko Mlakar, Kranj, Eslovenia |                           |
|                       | K. Juvonen 3' | Reporte   | M. Bellucci 57' | Árbitro(s): Lucie Šulcová       | Árbitro(s): Lucie Šulcová |

| 29 de octubre de 2017 | Malta | 0:2 (0:2) | Eslovenia                     | NNC Brdo, Kranj, Eslovenia |                            |
|                       |       | Reporte   | A. Milovič 25' · V. Žolek 35' | Árbitro(s): Meitar Shemesh | Árbitro(s): Meitar Shemesh |

### Ranking de los terceros puestos
Un total de 5 mejores terceros de los 11 grupos pasará a la siguiente ronda junto a los 2 mejores de cada grupo. (Se contabilizan los resultados obtenidos en contra de los ganadores y los segundos clasificados de cada grupo).
| Grp | Equipo            | PJ | PG | PE | PP | GF | GC | DG  | Pts |
| --- | ----------------- | -- | -- | -- | -- | -- | -- | --- | --- |
| 11  | Italia            | 2  | 0  | 2  | 0  | 2  | 2  | 0   | 2   |
| 6   | Israel            | 2  | 0  | 0  | 2  | 0  | 2  | -2  | 0   |
| 4   | Rumania           | 2  | 0  | 0  | 2  | 0  | 3  | -3  | 0   |
| 7   | Turquía           | 2  | 0  | 0  | 2  | 1  | 5  | -4  | 0   |
| 3   | Azerbaiyán        | 2  | 0  | 0  | 2  | 0  | 5  | -5  | 0   |
| 5   | Gales             | 2  | 0  | 0  | 2  | 0  | 6  | -6  | 0   |
| 1   | Ucrania           | 2  | 0  | 0  | 2  | 1  | 8  | -7  | 0   |
| 2   | Eslovaquia        | 2  | 0  | 0  | 2  | 0  | 7  | -7  | 0   |
| 9   | Bielorrusia       | 2  | 0  | 0  | 2  | 0  | 9  | -9  | 0   |
| 10  | Irlanda del Norte | 2  | 0  | 0  | 2  | 1  | 11 | -10 | 0   |
| 8   | Bulgaria          | 2  | 0  | 0  | 2  | 0  | 10 | -10 | 0   |

## Ronda Élite
El sorteo se realizó el 24 de noviembre de 2017 en Nyon, Suiza.
Pasan a la siguiente ronda las ganadoras de grupo, junto a Lituania.

### Grupo 1
País anfitrión: Países Bajos
| Equipo       | Pts | PJ | PG | PE | PP | GF | GC | Dif |
| ------------ | --- | -- | -- | -- | -- | -- | -- | --- |
| Países Bajos | 9   | 3  | 3  | 0  | 0  | 8  | 2  | +6  |
| Portugal     | 6   | 3  | 2  | 0  | 1  | 10 | 2  | +8  |
| Bélgica      | 3   | 3  | 1  | 0  | 2  | 8  | 6  | +2  |
| Rumania      | 0   | 3  | 0  | 0  | 3  | 12 | 2  | -10 |

| 23 de marzo de 2018 | Portugal                   | 2:0 (0:0) | Bélgica | Sportpark De Hanen Weide, Veen, Holanda |                              |
|                     | Telma Encarnação 72' 80+1' | Reporte   |         | Árbitro(s): Yuliya Larionova            | Árbitro(s): Yuliya Larionova |

| 23 de marzo de 2018 | Holanda                  | 2:0 (1:0) | Rumanía | Sportpark De Watertoren, Zaltbommel, Holanda |                             |
|                     | Nikita Rudy Tromp 2' 45' | Reporte   |         | Árbitro(s): Henrikke Nervik                  | Árbitro(s): Henrikke Nervik |

| 26 de marzo de 2018 | Bélgica                                                | 6:0 (2:0) | Rumanía | Sportpark De Watertoren, Zaltbommel, Holanda |                              |
|                     | Karlijn Knapen 10' · Zenia Mertens 22' · Tess Wils 53' | Reporte   |         | Árbitro(s): Yuliya Larionova                 | Árbitro(s): Yuliya Larionova |

| 26 de marzo de 2018 | Holanda                                | 2:0 (1:0) | Portugal | Sportpark De Hanen Weide, Veen, Holanda |                            |
|                     | Romée Leuchter 39' · Chasity Grant 68' | Reporte   |          | Árbitro(s): Marina Višnjić              | Árbitro(s): Marina Višnjić |

| 29 de marzo de 2018 | Rumania | 0:8 (0:1) | Portugal                                                                                               | Sportpark De Hanen Weide, Veen, Holanda |                             |
|                     |         | Reporte   | Andreia Jacinto 36' 79' · Francisca Silva 50' 62' · Telma Encarnação 52' 84' · Adelina Rusu 83' (o.g.) | Árbitro(s): Henrikke Nervik             | Árbitro(s): Henrikke Nervik |

| 29 de marzo de 2018 | Bélgica                            | 2:4 (2:2) | Holanda                                                                       | Sportpark De Watertoren, Zaltbommel, Holanda |                            |
|                     | Romy Camps 11' · Zenia Mertens 37' | Reporte   | Romée Leuchter 5' 47' · Kirsten Van De Westeringh 18' · Nikita Rudy Tromp 75' | Árbitro(s): Marina Višnjić                   | Árbitro(s): Marina Višnjić |

### Grupo 2
País anfitrión: Francia
| Equipo    | Pts | PJ | PG | PE | PP | GF | GC | Dif |
| --------- | --- | -- | -- | -- | -- | -- | -- | --- |
| Finlandia | 7   | 3  | 2  | 1  | 0  | 11 | 3  | +8  |
| Francia   | 7   | 3  | 2  | 1  | 0  | 11 | 4  | +7  |
| Suecia    | 3   | 3  | 1  | 0  | 2  | 7  | 11 | -4  |
| Escocia   | 0   | 3  | 0  | 0  | 3  | 0  | 15 | -15 |

| 22 de marzo de 2018 | Escocia | 0:6 (0:2) | Francia                                                                                                | Stade André-Darrigade, Dax, Francia |                             |
|                     |         | Reporte   | Grace Kazadi 31' 40+2' · Manon Revelli 44' · Orane Schmeler 60' · Julie Dufour 74' · Madeline Roth 79' | Árbitro(s): Karoline Wacker         | Árbitro(s): Karoline Wacker |

| 22 de marzo de 2018 | Suecia         | 1:4 (1:2) | Finlandia                                                                                | Plaine des Sports, Saint-Paul-lès-Dax, Francia |                             |
|                     | Kajsa Lang 27' | Reporte   | Julia Walentowicz 12' (a.g.) · Oona Siren 13' · Aino Vuorinen 60' · Jenni Kantanen 80+1' | Árbitro(s): Catarina Campos                    | Árbitro(s): Catarina Campos |

| 25 de marzo de 2018 | Francia                              | 2:2 (0:1) | Finlandia                            | Plaine des Sports, Saint-Paul-lès-Dax, Francia |                             |
|                     | Madeline Roth 56' · Maïté Boucly 67' | Reporte   | Jenni Kantanen 23' · Jenna Topra 57' | Árbitro(s): Karoline Wacker                    | Árbitro(s): Karoline Wacker |

| 25 de marzo de 2018 | Suecia                                                         | 4:0 (2:0) | Escocia | Stade André-Darrigade, Dax, Francia |                             |
|                     | Tilde Lindwall 10' · Saga Jontoft 33' · Lisa Johansson 45' 75' | Reporte   |         | Árbitro(s): Hannelore Onsea         | Árbitro(s): Hannelore Onsea |

| 27 de marzo de 2018 | Finlandia                                       | 5:0 (0:0) | Escocia | Stade André-Darrigade, Dax, Francia |                             |
|                     | Jenna Topra 49' 68' 72' · Aino Vuorinen 67' 75' | Reporte   |         | Árbitro(s): Catarina Campos         | Árbitro(s): Catarina Campos |

| 27 de marzo de 2018 | Francia                                                 | 3:2 (2:0) | Suecia                               | Plaine des Sports, Saint-Paul-lès-Dax, Francia |                             |
|                     | Naomie Feller 19' · Maïté Boucly 38' · Julie Dufour 48' | Reporte   | Beata Olsson 60' · Elsa Törnblom 51' | Árbitro(s): Hannelore Onsea                    | Árbitro(s): Hannelore Onsea |

### Grupo 3
País anfitrión: Israel
| Equipo    | Pts | PJ | PG | PE | PP | GF | GC | Dif |
| --------- | --- | -- | -- | -- | -- | -- | -- | --- |
| España    | 9   | 3  | 3  | 0  | 0  | 12 | 0  | +12 |
| Dinamarca | 6   | 3  | 2  | 0  | 1  | 4  | 2  | +2  |
| Rusia     | 1   | 3  | 0  | 1  | 2  | 2  | 8  | -6  |
| Israel    | 1   | 3  | 0  | 1  | 2  | 1  | 9  | -8  |

| 8 de marzo de 2018 | Rusia                     | 1:3 (1:0) | Dinamarca                                                       | Ramat Gan, Ramat Gan, Israel |                              |
|                    | Alsu Abdullina 36' (pen.) | Reporte   | Pedersen Pernille 70' · Josefine Hasbo 72' · Cecilie Larsen 77' | Árbitro(s): Hristiana Guteva | Árbitro(s): Hristiana Guteva |

| 8 de marzo de 2018 | España | 7:0 (2:0) | Israel | National Team Complex, Shefayim, Israel |                            |
|                    | Claudia Pina 6' 71' (pen.) · Leire Peña Ruiz 11' · Bruna Vilamala Costa 45' · María Isabel Okoye 50' · Irene López Ruiz 58' · Aida Esteve Quintero 74' | Reporte   |        | Árbitro(s): Victoria Beyer              | Árbitro(s): Victoria Beyer |

| 11 de marzo de 2018 | Dinamarca        | 1:0 (0:0) | Israel | National Team Complex, Shefayim, Israel |                              |
|                     | Julie Madsen 48' | Reporte   |        | Árbitro(s): Hristiana Guteva            | Árbitro(s): Hristiana Guteva |

| 11 de marzo de 2018 | España                                                                                             | 4:0 (3:0) | Rusia | Ramat Gan, Ramat Gan, Israel       |                                    |
|                     | Eva María Navarro 13' · Claudia Pina 30' · Paola Hernández Díaz 36' · Salma Celeste Paralluelo 79' | Reporte   |       | Árbitro(s): Katarzyna Lisiecka-sek | Árbitro(s): Katarzyna Lisiecka-sek |

| 14 de marzo de 2018 | Israel             | 1:1 (0:1) | Rusia                    | National Team Complex, Shefayim, Israel |                            |
|                     | Irena Kuznezov 56' | Reporte   | Kristina Komissarova 10' | Árbitro(s): Victoria Beyer              | Árbitro(s): Victoria Beyer |

| 14 de marzo de 2018 | Dinamarca | 0:1 (0:0) | España           | Ramat Gan, Ramat Gan, Israel       |                                    |
|                     |           | Reporte   | Claudia Pina 44' | Árbitro(s): Katarzyna Lisiecka-sek | Árbitro(s): Katarzyna Lisiecka-sek |

### Grupo 4
País anfitrión: Hungría
| Equipo          | Pts | PJ | PG | PE | PP | GF | GC | Dif |
| --------------- | --- | -- | -- | -- | -- | -- | -- | --- |
| Italia          | 7   | 3  | 2  | 1  | 0  | 5  | 0  | +5  |
| Serbia          | 4   | 3  | 1  | 1  | 1  | 2  | 4  | -2  |
| Hungría         | 3   | 3  | 0  | 0  | 3  | 3  | 3  | 0   |
| República Checa | 2   | 3  | 0  | 2  | 1  | 1  | 4  | -3  |

| 23 de marzo de 2018 | República Checa              | 1:1 (0:0) | Serbia               | Városi, Sopron, Hungría  |                          |
|                     | Natalija Vorkapić 79' (a.g.) | Reporte   | Nikolina Plavšić 59' | Árbitro(s): Sandra Strub | Árbitro(s): Sandra Strub |

| 23 de marzo de 2018 | Hungría | 0:2 (0:0) | Italia                                        | Bük, Bük, Hungría              |                                |
|                     |         | Reporte   | Martina Tomaselli 70' · Maria Grazia Ladu 75' | Árbitro(s): Iuliana Demetrescu | Árbitro(s): Iuliana Demetrescu |

| 26 de marzo de 2018 | Serbia | 0:3 (0:1) | Italia                                     | Városi, Sopron, Hungría  |                          |
|                     |        | Reporte   | Sara Tamborini 29' 65' · Teresa Fracas 60' | Árbitro(s): Sandra Strub | Árbitro(s): Sandra Strub |

| 26 de marzo de 2018 | Hungría                                                 | 3:0 (2:0) | República Checa | Bük, Bük, Hungría         |                           |
|                     | Nóra Szélpál 9' · Vanessza Nagy 39' · Fanni Vachter 79' | Reporte   |                 | Árbitro(s): Frida Nielsen | Árbitro(s): Frida Nielsen |

| 29 de marzo de 2018 | Italia | 0:0     | República Checa | Bük, Bük, Hungría              |                                |
|                     |        | Reporte |                 | Árbitro(s): Iuliana Demetrescu | Árbitro(s): Iuliana Demetrescu |

| 29 de marzo de 2018 | Serbia               | 1:0 (1:0) | Hungría | Városi, Sopron, Hungría   |                           |
|                     | Nikolina Plavšić 30' | Reporte   |         | Árbitro(s): Frida Nielsen | Árbitro(s): Frida Nielsen |

### Grupo 5
País anfitrión: Noruega
| Equipo     | Pts | PJ | PG | PE | PP | GF | GC | Dif |
| ---------- | --- | -- | -- | -- | -- | -- | -- | --- |
| Inglaterra | 7   | 3  | 2  | 1  | 0  | 6  | 0  | +6  |
| Noruega    | 6   | 3  | 2  | 0  | 1  | 6  | 2  | +4  |
| Eslovenia  | 4   | 3  | 1  | 1  | 1  | 2  | 2  | 0   |
| Suiza      | 0   | 3  | 0  | 0  | 3  | 1  | 11 | -10 |

| 25 de marzo de 2018 | Inglaterra | 0:0     | Eslovenia | Klepp stadion, Klepp, Noruega |                            |
|                     |            | Reporte |           | Árbitro(s): Ainara Acevedo    | Árbitro(s): Ainara Acevedo |

| 25 de marzo de 2018 | Suiza | 0:5 (0:2) | Noruega                                                                                                  | Klepp stadion, Klepp, Noruega  |                                |
|                     |       | Reporte   | Elisabeth Terland 4' · Runa Lillegård 17' · Julie Blakstad 48' · Marthine Østenstad 51' · Eline Hegg 59' | Árbitro(s): Araksya Saribekyan | Árbitro(s): Araksya Saribekyan |

| 28 de marzo de 2018 | Inglaterra                                                           | 4:0 (1:0) | Suiza | Nye Ålgård stadion, Ålgård, Noruega |                                  |
|                     | Annabel Blanchard 28' 64' · Hannah Griffin 61' · Missy Bo Kearns 62' | Reporte   |       | Árbitro(s): Andromachi Tsiofliki    | Árbitro(s): Andromachi Tsiofliki |

| 28 de marzo de 2018 | Noruega            | 1:0 (1:0) | Eslovenia | Nye Ålgård stadion, Ålgård, Noruega |                                |
|                     | Runa Lillegård 13' | Reporte   |           | Árbitro(s): Araksya Saribekyan      | Árbitro(s): Araksya Saribekyan |

| 31 de marzo de 2018 | Eslovenia                           | 2:1 (2:1) | Suiza               | Nye Ålgård stadion, Ålgård, Noruega |                            |
|                     | Ana Milovič 33' · Luana Zajmi 40+1' | Reporte   | Svenja Fölmli 40+2' | Árbitro(s): Ainara Acevedo          | Árbitro(s): Ainara Acevedo |

| 31 de marzo de 2018 | Noruega                                            | 0:2 (0:0) | Inglaterra | Klepp stadion, Klepp, Noruega    |                                  |
|                     | Jessica Park 53' · Lotte Fikseth Fossem 60' (o.g.) | Reporte   |            | Árbitro(s): Andromachi Tsiofliki | Árbitro(s): Andromachi Tsiofliki |

### Grupo 6
País anfitrión: Bosnia y Herzegovina
| Equipo               | Pts | PJ | PG | PE | PP | GF | GC | Dif |
| -------------------- | --- | -- | -- | -- | -- | -- | -- | --- |
| Polonia              | 9   | 3  | 3  | 0  | 0  | 8  | 1  | +7  |
| Austria              | 4   | 3  | 1  | 1  | 1  | 4  | 2  | +2  |
| Turquía              | 2   | 3  | 0  | 2  | 1  | 2  | 4  | -2  |
| Bosnia y Herzegovina | 1   | 3  | 0  | 1  | 2  | 2  | 9  | -7  |

| 19 de marzo de 2018 | Bosnia y Herzegovina | 0:4 (0:2) | Polonia                                                                                             | Stadium Etno Selo Stanisići, Bijeljina, Bosnia y Herzegovina |                                |
|                     |                      | Reporte   | Paulina Tomasiak 9' · Adriana Achcińska 24' (pen.) · Paulina Filipczak 72' · Agnieszka Glinka 80+4' | Árbitro(s): Jurgita Mačikunytė                               | Árbitro(s): Jurgita Mačikunytė |

| 19 de marzo de 2018 | Austria | 0:0     | Turquía | Novi Gradski, Ugljevik, Bosnia y Herzegovina |                                |
|                     |         | Reporte |         | Árbitro(s): Lizzy Van Der Helm               | Árbitro(s): Lizzy Van Der Helm |

| 22 de marzo de 2018 | Polonia                                           | 2:0 (1:0) | Turquía | Novi Gradski, Ugljevik, Bosnia y Herzegovina |                                |
|                     | Paulina Tomasiak 29' (pen.) · Alexis Legowski 69' | Reporte   |         | Árbitro(s): Jurgita Mačikunytė               | Árbitro(s): Jurgita Mačikunytė |

| 22 de marzo de 2018 | Austria                                                     | 3:0 (0:0) | Bosnia y Herzegovina | Stadium Etno Selo Stanisići, Bijeljina, Bosnia y Herzegovina |                             |
|                     | Julia Wagner 52' · Jessica Frieser 75' · Laura Wurzer 80+1' | Reporte   |                      | Árbitro(s): Valentina Finzi                                  | Árbitro(s): Valentina Finzi |

| 25 de marzo de 2018 | Turquía                   | 2:2 (0:2) | Bosnia y Herzegovina                | Novi Gradski, Ugljevik, Bosnia y Herzegovina |                                |
|                     | Melike Öztürk 80+1' 80+4' | Reporte   | Fadila Mujkić 2' · Đula Velagić 18' | Árbitro(s): Lizzy Van Der Helm               | Árbitro(s): Lizzy Van Der Helm |

| 25 de marzo de 2018 | Polonia                                    | 2:1 (1:1) | Austria          | Stadium Etno Selo Stanisići, Bijeljina, Bosnia y Herzegovina |                             |
|                     | Paulina Tomasiak 3' · Agnieszka Glinka 76' | Reporte   | Julia Wagner 21' | Árbitro(s): Valentina Finzi                                  | Árbitro(s): Valentina Finzi |

### Grupo 7
País anfitrión: Alemania
| Equipo     | Pts | PJ | PG | PE | PP | GF | GC | Dif |
| ---------- | --- | -- | -- | -- | -- | -- | -- | --- |
| Alemania   | 9   | 3  | 3  | 0  | 0  | 10 | 1  | +9  |
| Islandia   | 6   | 3  | 2  | 0  | 1  | 6  | 5  | +1  |
| Irlanda    | 3   | 3  | 1  | 0  | 2  | 2  | 4  | -2  |
| Azerbaiyán | 0   | 3  | 0  | 0  | 4  | 1  | 9  | -8  |

| 22 de marzo de 2018 | Alemania                                                                                            | 5:0 (2:0) | Azerbaiyán | neu.sw Stadion, Neubrandenburg, Alemania |                                |
|                     | Greta Stegemann 8' · Gia Corley 20' · Anna Aehling 56' · Vanessa Fudalla 57' · Emilie Bernhardt 76' | Reporte   |            | Árbitro(s): Anastasia Romanyuk           | Árbitro(s): Anastasia Romanyuk |

| 22 de marzo de 2018 | Islandia                                                               | 2:1 (1:0) | República de Irlanda | Volksstadion Greifswald, Greifswald, Alemania |                            |
|                     | Karólína Lea Vilhjálmsdóttir 22' (pen.) · Sveindís Jane Jónsdóttir 69' | Reporte   | Emily Whelan 45'     | Árbitro(s): Meitar Shemesh                    | Árbitro(s): Meitar Shemesh |

| 25 de marzo de 2018 | República de Irlanda | 1:0 (0:0) | Azerbaiyán | Volksstadion Greifswald, Greifswald, Alemania |                            |
|                     | Amy Boyle Carr 47'   | Reporte   |            | Árbitro(s): Meitar Shemesh                    | Árbitro(s): Meitar Shemesh |

| 25 de marzo de 2018 | Alemania                                                          | 3:1 (1:0) | Islandia            | neu.sw Stadion, Neubrandenburg, Alemania |                          |
|                     | Greta Stegemann 15' · Shekiera Martinez 47' · Vanessa Fudalla 61' | Reporte   | Diljá Ýr Zomers 74' | Árbitro(s): Reelika Turi                 | Árbitro(s): Reelika Turi |

| 28 de marzo de 2018 | Azerbaiyán            | 1:3 (0:2) | Islandia                                     | neu.sw Stadion, Neubrandenburg, Alemania |                                |
|                     | Dilara Soley Deli 59' | Reporte   | Hlín Eiríksdóttir 8' 36' · Karólína Jack 47' | Árbitro(s): Anastasia Romanyuk           | Árbitro(s): Anastasia Romanyuk |

| 28 de marzo de 2018 | República de Irlanda | 0:2 (0:2) | Alemania                                | Volksstadion Greifswald, Greifswald, Alemania |                          |
|                     |                      | Reporte   | Emilie Bernhardt 14' · Ivana Fuso 40+3' | Árbitro(s): Reelika Turi                      | Árbitro(s): Reelika Turi |

## Fase Final de Grupos
Por cuarta vez el número de selecciones participantes pasará de cuatro a ocho y se celebrará en Lituania.
El sorteo se realizó, el 6 de abril de 2018 en la ciudad de Kaunas, Lituania.

### Grupo A
| Equipo       | Pts | PJ | PG | PE | PP | GF | GC | Dif |
| ------------ | --- | -- | -- | -- | -- | -- | -- | --- |
| Alemania     | 7   | 3  | 2  | 1  | 0  | 12 | 3  | +9  |
| Finlandia    | 6   | 3  | 2  | 0  | 1  | 7  | 3  | +4  |
| Países Bajos | 4   | 3  | 1  | 2  | 0  | 12 | 4  | +8  |
| Lituania     | 0   | 3  | 0  | 0  | 3  | 0  | 21 | -21 |

| 9 de mayo de 2018, 17:00 (GMT+3) | Finlandia         | 1:2 (0:0) | Alemania                  | ARVI Arena, Marijampolė, Lituania |                                |
|                                  | Aino Vuorinen 53' | Reporte   | 71' 80' Shekiera Martinez | Árbitro(s): Irena Velevačkoska    | Árbitro(s): Irena Velevačkoska |

| 9 de mayo de 2018, 20:00 (GMT+3) | Lituania | 0:9 (0:6) | Países Bajos | Estadio de Alytus, Alytus, Lituania |                              |
|                                  |          | Reporte   | 2' Laura Ubartaitė (o.g.) · 10' 17' 79' Kirsten Van De Westeringh · 15' Jonna Van De Velde · 25' 75' Romée Leuchter · 29' Nikita Rudy Tromp · 60' Dana Wilhelmina | Árbitro(s): Hristiana Guteva        | Árbitro(s): Hristiana Guteva |

| 12 de mayo de 2018 | Alemania                                      | 2:2 (0:1) | Países Bajos                             | Estadio Central de Šiauliai, Šiauliai, Lituania |                                 |
|                    | Shekiera Martinez 73' · Laura Donhauser 80+4' | Reporte   | 28' Gwyneth Hendriks · 52' Chasity Grant | Árbitro(s): Désirée Grundbacher                 | Árbitro(s): Désirée Grundbacher |

| 12 de mayo de 2018 | Lituania | 0:4 (0:2) | Finlandia                                     | Estadio Central de Šiauliai, Šiauliai, Lituania |                           |
|                    |          | Reporte   | 25' 39' 63' Annika Huhta · 52' Vilma Koivisto | Árbitro(s): Lucie Šulcová                       | Árbitro(s): Lucie Šulcová |

| 15 de mayo de 2018 | Países Bajos       | 1:2 (0:0) | Finlandia                             | ARVI Arena, Marijampole, Lituania |                           |
|                    | Romée Leuchter 77' | Reporte   | 50' Kaisa Juvonen · 73' Aino Vuorinen | Árbitro(s): Frida Nielsen         | Árbitro(s): Frida Nielsen |

| 15 de mayo de 2018 | Alemania | 8:0 (1:0) | Lituania | Estadio de Alytus, Alytus, Lituania |                            |
|                    | Gia Corley 35' · Ivana Fuso 44' · Sophie Weidauer 47' 80+2' · Shekiera Martinez 56' 57' 65' · Vanessa Fudalla 76' | Reporte   |          | Árbitro(s): Kateryna Usova          | Árbitro(s): Kateryna Usova |

### Grupo B
| Equipo     | Pts | PJ | PG | PE | PP | GF | GC | Dif |
| ---------- | --- | -- | -- | -- | -- | -- | -- | --- |
| España     | 7   | 3  | 2  | 1  | 0  | 7  | 1  | +6  |
| Inglaterra | 4   | 3  | 1  | 1  | 1  | 7  | 4  | +3  |
| Italia     | 2   | 3  | 0  | 2  | 1  | 0  | 4  | -4  |
| Polonia    | 2   | 3  | 0  | 2  | 1  | 2  | 7  | -5  |

| 9 de mayo de 2018, 11:00 (GMT+3) | Italia | 0:0 (0:0) | España | Estadio Central de Šiauliai, Šiauliai, Lituania |                           |
|                                  |        | Reporte   |        | Árbitro(s): Frida Nielsen                       | Árbitro(s): Frida Nielsen |

| 9 de mayo de 2018, 17:00 (GMT+3) | Polonia                                        | 2:2 (0:0) | Inglaterra                            | Estadio Central de Šiauliai, Šiauliai, Lituania |                           |
|                                  | Paulina Filipczak 48' · Paulina Tomasiak 80+2' | Reporte   | 58' Jessica Park · 68' Paris Mckenzie | Árbitro(s): Lucie Šulcová                       | Árbitro(s): Lucie Šulcová |

| 12 de mayo de 2018 | España                                        | 2:1 (1:1) | Inglaterra       | Estadio de Alytus, Alytus, Lituania |                            |
|                    | Paula Arana Montes 4' · Eva María Navarro 70' | Reporte   | 26' Ebony Salmon | Árbitro(s): Kateryna Usova          | Árbitro(s): Kateryna Usova |

| 12 de mayo de 2018 | Polonia | 0:0 (0:0) | Italia | ARVI Arena, Marijampole, Lituania |                              |
|                    |         | Reporte   |        | Árbitro(s): Hristiana Guteva      | Árbitro(s): Hristiana Guteva |

| 15 de mayo de 2018 | Inglaterra                                       | 4:0 (0:0) | Italia | ARVI Arena, Marijampole, Lituania |                                |
|                    | Ebony Salmon 47' 63' 65' · Annabel Blanchard 72' | Reporte   |        | Árbitro(s): Irena Velevačkoska    | Árbitro(s): Irena Velevačkoska |

| 15 de mayo de 2018 | España                                                                                                  | 5:0 (3:0) | Polonia | Estadio de Alytus, Alytus, Lituania |                                 |
|                    | Eva María Navarro 8' 34' · Paola Hernández Díaz 40' · Aida Esteve Quintero 61' · Paula Arana Montes 66' | Reporte   |         | Árbitro(s): Désirée Grundbacher     | Árbitro(s): Désirée Grundbacher |

### Semifinales
| 18 de mayo de 2018, 10:30 | Alemania | 8:0 (4:0) | Inglaterra | Estadio de Alytus, Alytus, Lituania |                              |
|                           | Kayla Rendell 23' (o.g.) · Shekiera Martinez 27' 44' 61' · Leonie Köster 30' 72' · Ivana Fuso 50' · Vanessa Fudalla 64' | Reporte   |            | Árbitro(s): Hristiana Guteva        | Árbitro(s): Hristiana Guteva |

| 18 de mayo de 2018, 13:00 | España                | 1:0 (0:0) | Finlandia | ARVI Arena, Marijampole, Lituania |                           |
|                           | Eva María Navarro 52' | Reporte   |           | Árbitro(s): Lucie Šulcová         | Árbitro(s): Lucie Šulcová |

### Tercer Puesto
| 21 de mayo de 2018, 08:00 | Inglaterra       | 1:2 (1:0) | Finlandia                             | Estadio de Alytus, Alytus, Lituania |                           |
|                           | Jessica Park 12' | Reporte   | 46' Annika Huhta · 61' Jenni Kantanen | Árbitro(s): Frida Nielsen           | Árbitro(s): Frida Nielsen |

### Final
| 21 de mayo de 2018, 13:00 | Alemania | 0:2 (0:0) | España              | ARVI Arena, Marijampole, Lituania |                                 |
|                           |          | Reporte   | 46' 73' Eva Navarro | Árbitro(s): Désirée Grundbacher   | Árbitro(s): Désirée Grundbacher |

| Bandera de España |
| Campeón España    |
| 4º título         |

## Clasificados aUruguay 2018
| España | Alemania | Finlandia |
| ------ | -------- | --------- |

## Estadísticas

### Goleadoras
| Jugador           | Selección    | Goles | Partidos | Minutos |
| ----------------- | ------------ | ----- | -------- | ------- |
| Claudia Pina      | España       | 15    | 6        | 480'    |
| Telma Encarnação  | Portugal     | 10    | 6        | 359     |
| Madeline Roth     | Francia      | 8     | 6        | 415     |
| Romée Leuchter    | Países Bajos | 8     | 6        | 428'    |
| Nikita Rudy Tromp | Países Bajos | 8     | 6        | 309'    |
| Jessica Park      | Inglaterra   | 6     | 5        | 333'    |
| Lauren James      | Inglaterra   | 6     | 3        | 240'    |
| Beata Olsson      | Suecia       | 6     | 6        | 423'    |
| Celina Degen      | Austria      | 6     | 6        | 480'    |
| Eva Navarro       | España       | 5     | 6        | 467'    |